# Podnoszenie ciężarów na Letnich Igrzyskach Olimpijskich 1984 – I waga ciężka mężczyzn
Rywalizacja w wadze do 100 kg mężczyzn w podnoszeniu ciężarów na Letnich Igrzyskach Olimpijskich 1984 odbyła się 6 sierpnia 1984 roku w hali Gersten Pavilion. W rywalizacji wystartowało 16 zawodników z 14 krajów. Tytułu sprzed czterech lat nie obronił Ota Zaremba z Czechosłowacji, który tym razem nie startował. Nowym mistrzem olimpijskim został Rolf Milser z RFN, srebrny medal wywalczył Rumun Vasile Groapă, a trzecie miejsce zajął Pekka Niemi z Finlandii.

## Wyniki
| Pozycja | Zawodnik         | Reprezentacja     | Waga  | Rwanie | Rwanie | Rwanie | Podrzut | Podrzut | Podrzut | Wynik |
| Pozycja | Zawodnik         | Reprezentacja     | Waga  | 1      | 2      | 3      | 1       | 2       | 3       | Wynik |
| ------- | ---------------- | ----------------- | ----- | ------ | ------ | ------ | ------- | ------- | ------- | ----- |
| 1. !    | Rolf Milser      | RFN               | 97,70 | 162,5  | 167,5  | 167,5  | 210,0   | 215,0   | 217,0   | 385,0 |
| 2. !    | Vasile Groapă    | Rumunia           | 97,45 | 165,0  | 165,0  | 170,0  | 210,0   | 210,0   | 217,5   | 382,5 |
| 3. !    | Pekka Niemi      | Finlandia         | 99,50 | 152,5  | 160,0  | 162,5  | 200,0   | 207,5   | 210,0   | 367,5 |
| 4       | Kevin Roy        | Kanada            | 98,45 | 160,0  | 167,5  | 167,5  | 197,5   | 207,5   | 207,5   | 357,5 |
| 5       | Ken Clark        | Stany Zjednoczone | 99,20 | 155,0  | 160,0  | 162,5  | 197,5   | 205,0   | 205,0   | 352,5 |
| 6       | Franz Langthaler | Austria           | 95,90 | 157,5  | 157,5  | 162,5  | 182,5   | 182,5   | 187,5   | 350,0 |
| 7       | Rich Shanko      | Stany Zjednoczone | 97,15 | 150,0  | 155,0  | 160,0  | 195,0   | 202,5   | 205,0   | 350,0 |
| 8       | Jean-Marie Kretz | Francja           | 98,25 | 150,0  | 150,0  | 155,0  | 185,0   | 192,5   | 192,5   | 342,5 |
| 9       | Kevin Blake      | Nowa Zelandia     | 96,65 | 140,0  | 147,5  | 150,0  | 172,5   | 177,5   | 185,0   | 317,5 |
| 10      | Pius Ochieng     | Kenia             | 91,65 | 125,0  | 125,0  | 130,0  | 162,5   | 170,0   | 175,0   | 300,0 |
| 11      | Sione Sialaoa    | Samoa             | 98,85 | 120    | 125,0  | 130,0  | 155,0   | 160,0   | 160,0   | 280,0 |
| –       | Olavi Blomfjord  | Szwecja           | 99,35 | 145,0  | 145,0  | 150,0  | 180,0   | 180,0   | 180,0   | —     |
| –       | Peter Pinsent    | Wielka Brytania   | 99,20 | 157,5  | 162,5  | 162,5  | 200,0   | 200,0   | 200,0   | —     |
| –       | Tom Söderholm    | Szwecja           | 97,85 | 160,0  | 160,0  | 167,5  | 205,5   | —       | —       | —     |
| –       | Oliver Orok      | Nigeria           | 98,20 | 172,5  | 172,5  | 172,5  | 200,0   | 200,0   | 200,0   | —     |
| –       | Luis Salinas     | Nikaragua         | 99,65 | 130,0  | —      | —      | —       | —       | —       | —     |